# Всеобщие выборы в Панаме (2009)
Президентские и парламентские выборы прошли в Панаме 3 мая 2009 года.
Свою кандидатуру на пост президента выставили три кандидата. Кандидатом от правящей Революционно-демократической партии была экс-министр жилищного хозяйства Бальбина Эррера, которой оказали поддержку Либеральная и Народная партии Панамы.
Также выставили свои кандидатуры лидер правой оппозиции и владелец сети супермаркетов Рикардо Мартинелли и бывший президент Панамы Гильермо Эндара.

## Итоги президентских выборов
Итоги президентских выборов в Панаме 2009 года
| Кандидаты                | Партии | Голоса    | %     |
| ------------------------ | --- | --------- | ----- |
| Рикардо Мартинелли       | «Демократические перемены», Партия патриотического единства, Панамистская партия, Националистическое республиканское либеральное движение | 952.333   | 60,1  |
| Бальбина Эррера          | Революционно-демократическая партия, Народная партия                                                                                      | 597.227   | 37,54 |
| Гильермо Эндара          | Партия «Моральный авангард отечества» | 36.867    | 2     |
| Всего (неявка 73,99 %)   | Всего (неявка 73,99 %) | 1.558.445 | 100,0 |
| Ballot papers left blank | Ballot papers left blank | 18.331    | 1,14  |
| Недействительные         | Недействительные | 29.941    | 1,87  |
| Всего голосов            | Всего голосов | 1.606.717 |       |